# Sâmraông
Sâmraông är en provinshuvudstad i Kambodja.   Den ligger i provinsen Ŏtâr Méanchey, i den nordvästra delen av landet, 300 km nordväst om huvudstaden Phnom Penh. Sâmraông ligger 52 meter över havet och antalet invånare är 18 694.
Terrängen runt Sâmraông är mycket platt. Runt Sâmraông är det ganska tätbefolkat, med 139 invånare per kvadratkilometer. Det finns inga andra samhällen i närheten. Omgivningarna runt Sâmraông är en mosaik av jordbruksmark och naturlig växtlighet.